# Stilbella fusca
Stilbella fusca är en svampart som först beskrevs av Pier Andrea Saccardo, och fick sitt nu gällande namn av Seifert 1985. Stilbella fusca ingår i släktet Stilbella, ordningen köttkärnsvampar, klassen Sordariomycetes, divisionen sporsäcksvampar och riket svampar.   Inga underarter finns listade i Catalogue of Life.